# Leandra barbinervis
Leandra barbinervis là một loài thực vật có hoa trong họ Mua. Loài này được (Cham. ex Triana) Cogn. mô tả khoa học đầu tiên năm 1886.